# Prospekt Vernadskogo (linea Bol'šaja kol'cevaja)
Prospekt Vernadskogo (in russo Проспект Вернадского?) è una stazione della Metropolitana di Mosca situata sulla Linea Bol'šaja kol'cevaja. Inaugurata il 7 dicembre 2021, serve il quartiere di Prospekt Vernadskogo. La stazione funge da interscambio con l'omonima stazione posta sulla linea 1.